# 入浴剤

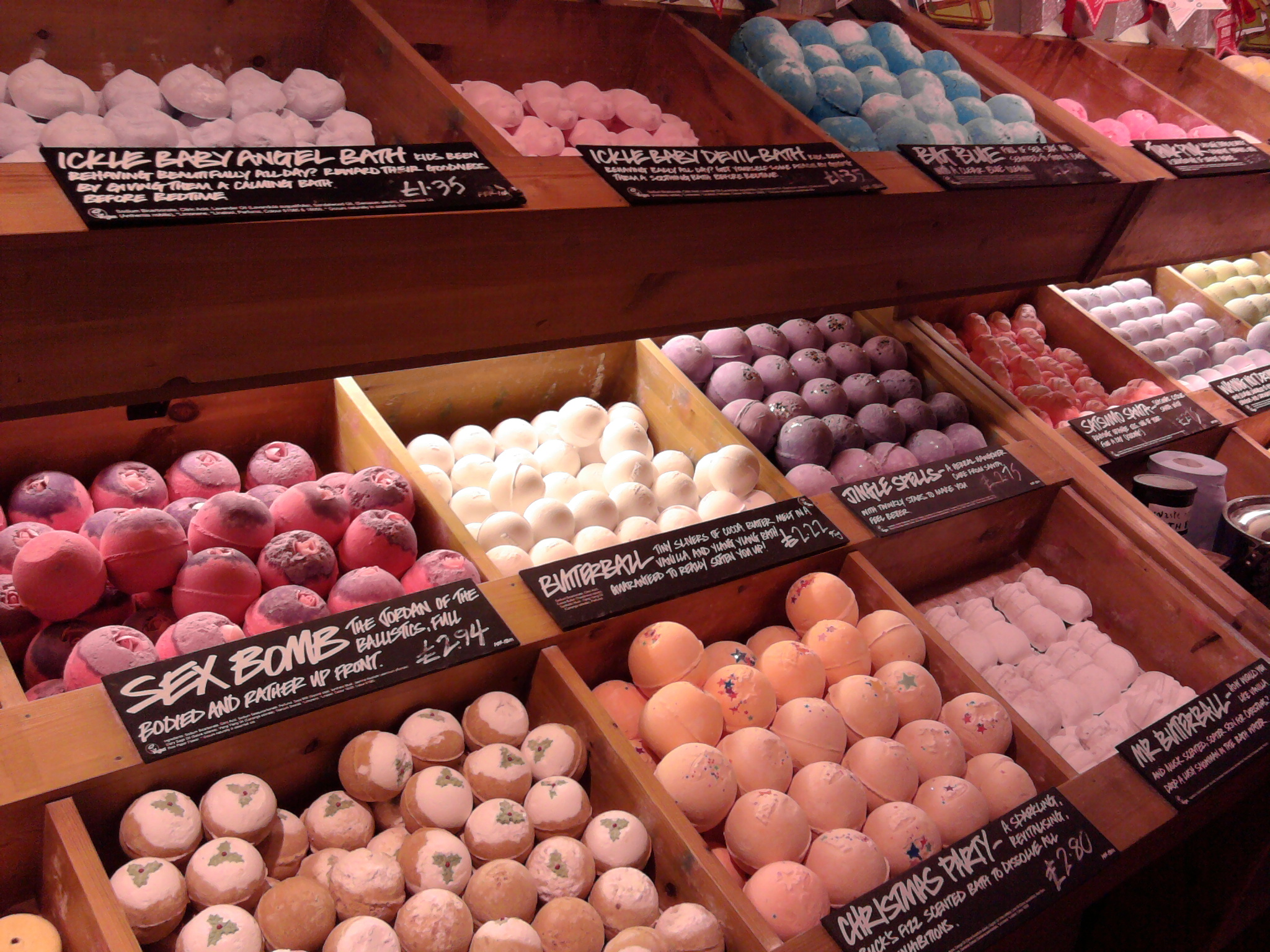

入浴剤（にゅうよくざい）は、入浴の際に風呂の浴槽内の湯の中に投入する物質。芳香を付けた浴用塩など浴用の調製品のことである。
形状には固体、粉末、液体のものがある。入浴剤は大きく分けて、「天然の植物や漢方薬」、「温泉成分を取り出したもの」、「無機塩類化合物」の3種類存在する。またこれらを組み合わせた入浴剤も存在する。
日本においては、法令上化粧品（浴用化粧品）、医薬部外品、医薬品のいずれかとして扱われている。市販される製品の多くは医薬部外品に該当する。医薬部外品は医薬品と同様に効果、効能を表示することが法的に可能である。

## 由来
入浴剤の歴史は、とても古く広い地域で確認されている。紀元前約2700年前には、中国でさまざまな種類の塩、抽出法と使用法の書物が書かれた。古代ギリシアの医者のヒポクラテスも患者を海水に浸して様々な病気を癒し、仲間の癒し手たちに塩水の使用を勧めた。
日本は世界でも有数の温泉国で、入浴剤の発生は、天然の温泉や薬用植物による薬湯に由来している。

### 植物・漢方薬に由来するもの
古代エジプトでは香油と花と共に入浴した。古代メキシコでも、大地の女神トシへの信仰もあるが、薬草などを体の治療目的で風呂に投入して、貴賤の別なく毎日入浴が行われていたという記述が残っている。
日本でも浴用に薬用植物が盛んに利用され（薬湯）、江戸時代には皮膚病の治療目的で処方されていた。古くから慣習としてあるものに端午の節句の菖蒲湯、冬至の際に柚子を入れる柚子湯などがある。貝原益軒の『養生訓』の「五木八草湯」に記載されている植物には、桑・楡・桐・菖蒲・忍冬などがある。大子温泉のりんご湯のように、温泉地の名物として、植物を風呂に入れる場合も存在する。日本では明治中期になって種々の生薬を配合したものを布袋に入れて商品化されるようになった。

### 温泉成分に由来するもの
日本では明治時代以降、天然の温泉成分を乾燥し粉末化したものが商品化されるようになった。その代表例が湯の花である。湯の花を風呂に投入することで、遠方の人でも温泉の効能を味わうことができる。温泉地の土産としても一般的である。湯の花として流通している物には、湯畑などを用いて温泉水から採集されたものと、別府の明礬温泉にある湯の花小屋で青粘土から析出させた明礬成分のものとがある。単体の硫黄もしくは金属の硫化物を含む湯の花は風呂釜を傷めるため、利用の際には事前に確認をする必要がある。草津温泉、白老温泉などでは、温泉を加工して液体の入浴剤を製造する業者も存在している。特に草津温泉の入浴剤は、投入後風呂が白濁することから一部の温泉地で用いられ、温泉偽装問題発生のきっかけを作ったとされる。
また、放射能泉と同様の効能を目的としたもので、「ラジウム鉱石」（実際にはモナズ石などを含む鉱石類を砂状に加工し、網状の袋に入れたもの）を製品化したものが販売されている。これらは湯に投入する事により、放射能泉と同様の効果が得られるといわれる。湯の花と異なり、繰り返して使用が可能なのも特徴である。ただし、価格は数万円台と高価であり、銭湯やスーパー銭湯、健康ランド、旅館などの業務用が大半である。一部の製品は医薬品の認証を受けている物も存在する。
特定の温泉の成分を再現していることを謳い「温泉の素」の名で販売されている入浴剤がある。

### 無機塩類化合物に由来するもの
日本国内における最も一般的な入浴剤で、温泉成分を構成する物質のうち、安全性が高く品質が安定しているものを基材に選んだもので、昭和初期に登場した。登場した当初、多くの人は銭湯に通っていて自宅の風呂を持っていなかったため、主に公衆浴場向けの商品であった。1960年代の高度経済成長期から風呂付きの公団住宅が増え、自宅に風呂が普及し始め、1980年になると、健康志向の高まりを受けて入浴剤市場が急拡大した。この頃から、炭酸ガス系の入浴剤や温泉タイプの入浴剤、スキンケアを謳う入浴剤が発売された。
入浴剤の剤形は、粉末タイプと錠剤タイプが市場の8割強を占める。家庭向けに出回っている粉末タイプの入浴剤の主な成分は、硫酸ナトリウム、炭酸水素ナトリウム、硫酸カルシウム、炭酸カルシウム、酸化チタンなどである。特に、塩類は肌のたんぱく質と結合して膜を形成して熱の放熱を防ぎ、入浴後の保温効果が高まるとされる。炭酸ナトリウムを配合した製品は、湯に溶かした際に炭酸ガスが発生して泡立つ。そのほか、肌をなめらかにする美容効果や保温効果、健康を増進する目的で、酵素や植物エキスを配合したものが多数発売されている。
一部の製品はよく知られた温泉の名称を使っているが、その名称はあくまでイメージ的なものであり、成分とは関係がない（入浴剤のパッケージなどにも「温泉の湯を再現したものではない」などと但し書きされている）。入浴剤で温泉を再現すると成分に含まれる硫黄により風呂釜を傷めてしまうため、ほとんど使用は不可能である。また製品の中には、主成分に関しては全く同じで着色料と香料だけを変化させているものもある。その色や香りも製品に使われている温泉とは全く無関係である。
無機塩類化合物に由来する入浴剤は、個人で作ることもできる。硫酸ナトリウムや炭酸水素ナトリウムの粉末を入手し、エッセンシャルオイルなどを自分好みに調合することでオリジナルの入浴剤が出来る。

## 入浴剤の原料
手作りの入浴剤や入浴剤の原材料として添加されるものは、以下のようなものがある。

### 液体系
牛乳、豆乳、酒（ワインなど）、茶、化粧水、とぎ汁、蜂蜜、ベビーオイル、香水、香油、酢、ポリエチレングリコール、メタノール（メチルアルコールは日本においては入浴剤に使用されない）

### ハーブ系
果皮（リンゴ、レモンなど）、香辛料や漢方薬（生姜、唐辛子など）、ハーブ（紫蘇、ペパーミントなど）

### 固形物
食塩、バスソルト（海水や、粉砕された水溶性鉱物から作られる）、重曹、クエン酸、湯の花